# ヨアンダー・メンデス
- ヨアンデル・メンデス
- ジョアンデル・メンデス
- ヨハンダー・メンデズ
- ヨハンダー・メンデス

ヨアンデル・マヌエル・メンデス・オルテガ（Yohander Manuel Méndez Ortega、1995年1月17日 - ）は、ベネズエラ・カラボボ州バレンシア出身のプロ野球選手（投手）。左投左打。CPBLの統一ライオンズ所属。

## 経歴

### プロ入りとレンジャーズ時代
2011年7月にテキサス・レンジャーズと契約してプロ入り。
2012年に傘下のルーキー級ドミニカン・サマーリーグ・レンジャーズでプロデビュー。14試合（先発13試合）に登板して2勝1敗、防御率1.99、35奪三振を記録した。
2013年はA-級スポケーン・インディアンスでプレーし、8試合に先発登板して1勝2敗、防御率3.78、23奪三振を記録した。
2014年はルーキー級アリゾナリーグ・レンジャーズとA級ヒッコリー・クロウダッズでプレーし、2球団合計で10試合（先発9試合）に登板して3勝1敗、防御率2.70、35奪三振を記録した。
2015年はA級ヒッコリーでプレーし、21試合（先発8試合）に登板して3勝3敗3セーブ、防御率2.44、74奪三振を記録した。オフの11月20日に40人枠入りした。
2016年、マイナーではA+級ハイデザート・マーベリックス、AA級フリスコ・ラフライダーズ、AAA級ラウンドロック・エクスプレスでプレーし、3球団合計で24試合（先発21試合）に登板して12勝3敗、防御率2.19、113奪三振を記録した。9月2日にメジャー初昇格を果たし、5日のシアトル・マリナーズ戦でメジャーデビュー（1.0回を5失点）。この年メジャーでは2試合に登板して防御率18.00だった。
その後もメジャー定着できず、2017年は7試合、2018年は8試合、2019年は3試合の登板にとどまった。
2020年7月23日に40人枠を外れ、マイナー契約となった。

### メキシカンリーグ時代
2021年2月25日にメキシカンリーグのユカタン・ライオンズと契約したが、登板機会なく退団した。オフはベネズエラのウィンターリーグに参加した。
2021年12月7日に北米の独立リーグであるアメリカン・アソシエーション（AA）のミルウォーキー・ミルクメンと契約したが、AAシーズン開幕前の2022年3月1日にメキシカンリーグのモンテレイ・サルタンズと契約した。
2022年は、15試合の先発で7勝0敗、防御率はリーグ唯一の2点台となる2.78を記録し、最優秀防御率、年間最優秀投手のタイトルを受賞した。

### 巨人時代
2022年12月12日、読売ジャイアンツに入団することが発表された。登録名はヨアンデル・メンデスで、背番号は65。単年契約で推定年俸は4000万円。
2023年、開幕5戦目となる4月5日の横浜DeNAベイスターズ戦に先発して来日初出場を果たし、5回1/3を5安打2失点で敗戦投手となった。シーズン通算で16試合に先発登板し、5勝5敗、防御率2.07を記録した。オフに残留が決定し、推定年俸は1億円となった。
2024年、開幕5戦目となる4月3日の中日ドラゴンズ戦に先発も4回4安打4四球4失点で敗戦投手となり二軍落ちとなった。時を同じくフォスター・グリフィンも故障で登録抹消しており、先発候補の左腕助っ人外国人2人が立て続けに先発ローテーションから外れることになった。5か月後、2度目の先発となった9月8日のDeNA戦は1/3回を2安打3四球4失点（自責点2）で敗戦投手となり、再び二軍落ちとなった。同年は、前述した2試合のみの登板にとどまり、0勝2敗、防御率12.46となった。シーズン終了後開催のWBSCプレミア12のベネズエラ代表に選出され、対日本戦でもリリーフ登板した。

### 統一時代
2024年12月28日、台湾プロ野球の統一ライオンズと契約した。台湾での登録名は「蒙德茲」。

## 投球スタイル
196cmの長身から投げ下ろすチェンジアップが武器。他には、スライダー、シンカーを投げ、ストレートの最速は153km/h。

## 詳細情報

### 年度別投手成績
| 年 度    | 球 団    | 登 板 | 先 発 | 完 投 | 完 封 | 無 四 球 | 勝 利 | 敗 戦 | セ 丨 ブ | ホ 丨 ル ド | 勝 率 | 打 者 | 投 球 回 | 被 安 打 | 被 本 塁 打 | 与 四 球 | 敬 遠 | 与 死 球 | 奪 三 振 | 暴 投 | ボ 丨 ク | 失 点 | 自 責 点 | 防 御 率 | W H I P |
| -------- | -------- | ----- | ----- | ----- | ----- | -------- | ----- | ----- | -------- | ----------- | ----- | ----- | -------- | -------- | ----------- | -------- | ----- | -------- | -------- | ----- | -------- | ----- | -------- | -------- | ------- |
| 2016     | TEX      | 2     | 0     | 0     | 0     | 0        | 0     | 0     | 0        | 0           | ----  | 17    | 3.0      | 5        | 0           | 2        | 0     | 0        | 0        | 0     | 0        | 6     | 6        | 18.00    | 2.33    |
| 2017     | TEX      | 7     | 0     | 0     | 0     | 0        | 0     | 1     | 0        | 1           | .000  | 52    | 12.1     | 13       | 3           | 3        | 0     | 1        | 7        | 0     | 0        | 9     | 7        | 5.11     | 1.30    |
| 2018     | TEX      | 8     | 5     | 0     | 0     | 0        | 2     | 2     | 0        | 0           | .500  | 121   | 27.2     | 28       | 4           | 15       | 0     | 0        | 18       | 0     | 0        | 18    | 17       | 5.53     | 1.55    |
| 2019     | TEX      | 3     | 0     | 0     | 0     | 0        | 1     | 0     | 0        | 0           | 1.000 | 21    | 4.2      | 4        | 2           | 5        | 0     | 0        | 8        | 0     | 0        | 3     | 3        | 5.79     | 1.93    |
| 2023     | 巨人     | 16    | 16    | 0     | 0     | 0        | 5     | 5     | 0        | 0           | .500  | 347   | 87.0     | 57       | 7           | 33       | 0     | 5        | 72       | 3     | 3        | 21    | 20       | 2.07     | 1.03    |
| 2024     | 巨人     | 2     | 2     | 0     | 0     | 0        | 0     | 2     | 0        | 0           | .000  | 27    | 4.1      | 6        | 0           | 7        | 0     | 0        | 4        | 0     | 0        | 8     | 6        | 12.46    | 3.00    |
| MLB：4年 | MLB：4年 | 20    | 5     | 0     | 0     | 0        | 3     | 3     | 0        | 1           | .500  | 211   | 47.2     | 50       | 9           | 25       | 0     | 1        | 33       | 0     | 0        | 36    | 33       | 6.23     | 1.57    |
| NPB：2年 | NPB：2年 | 18    | 18    | 0     | 0     | 0        | 5     | 7     | 0        | 0           | .417  | 374   | 91.1     | 63       | 7           | 40       | 0     | 5        | 76       | 3     | 3        | 29    | 26       | 2.56     | 1.13    |

- 2024年度シーズン終了時
- 各年度の太字はリーグ最高

### 年度別守備成績
| 年 度 | 球 団 | 投手（P） | 投手（P） | 投手（P） | 投手（P） | 投手（P） | 投手（P） |
| 年 度 | 球 団 | 試 合     | 刺 殺     | 補 殺     | 失 策     | 併 殺     | 守 備 率  |
| ----- | ----- | --------- | --------- | --------- | --------- | --------- | --------- |
| 2016  | TEX   | 2         | 0         | 0         | 0         | 0         | ----      |
| 2017  | TEX   | 7         | 2         | 1         | 0         | 1         | 1.000     |
| 2018  | TEX   | 8         | 0         | 5         | 1         | 0         | .833      |
| 2019  | TEX   | 3         | 0         | 2         | 0         | 0         | 1.000     |
| 2023  | 巨人  | 16        | 3         | 17        | 1         | 1         | .952      |
| 2024  | 巨人  | 2         | 0         | 2         | 1         | 0         | .667      |
| MLB   | MLB   | 20        | 2         | 8         | 1         | 1         | .909      |
| NPB   | NPB   | 18        | 3         | 19        | 2         | 1         | .917      |

- 2024年度シーズン終了時

### 記録

#### NPB
初記録
投手記録
- 初登板・初先発登板：2023年4月5日、対横浜DeNAベイスターズ2回戦（横浜スタジアム）、5回1/3を2失点で敗戦投手[11]
- 初奪三振：同上、1回裏に桑原将志から見逃し三振
- 初勝利・初先発勝利：2023年6月13日、対埼玉西武ライオンズ1回戦（東京ドーム）、6回無失点[23]

打撃記録
- 初打席：2023年4月5日、対横浜DeNAベイスターズ2回戦（横浜スタジアム）、2回表に平良拳太郎から一ゴロ
- 初安打：2023年6月13日、対埼玉西武ライオンズ1回戦（東京ドーム）、4回裏に松本航から左前安打

### 背番号
- 65（2016年 - 2019年、2022年 - 2024年）
- 21（2025年 - ）